# Centrale hydroélectrique de Gitaru
La centrale hydroélectrique de Gitaru, (anglais : Gitaru Hydroelectric Power Station, également connue sous le nom de barrage de Gitaru, ( anglais : Gitaru Dam) est un barrage en remblai à base de roches et de terre situé sur la rivière Tana au Kenya. La production d'énergie hydroélectrique est assurée par une centrale électrique de 225 mégawatts
La centrale électrique a été mise en service en 1978. Elle appartient à la Kenya Electricity Generating Company (KenGen), mais est gérée par la Tana River Development Authority (TARDA). 

## Géographie
Le barrage chevauche la frontière entre les comtés d'Embu et de Machakos dans la province orientale du Kenia.

## Contexte historique
La construction du barrage a commencé en 1975 et s'est terminée en 1978. Le troisième groupe électrogène, parachevant tout le potentiel de la centrale a été mis en service en 1999 . La Banque mondiale a été fourni un financement de 63 millions USD. La centrale est exploitée par la Kenya Electricity Generating Company et fait partie du programme Seven Forks, .

## Barrage
Le barrage de 30 m de haut et dont la longueur de la couronne est de 580 m retient un réservoir de 16 000 000 m3. Ce réservoir relativement petit repose sur un système de lâchers réguliers de barrage en amont  Masinga et en aval  Kamburu. La centrale au fil de l'eau est située sous terre, près de la  culée gauche. Elle est équipée de deux turbo-générateurs Francis  de 72 et 81 mégawatts. Le barrage est doté d'un déversoir à trois vannes par lesquelles un maximum de 3 500 m3/s peut être évacué. L'eau libérée par la centrale est renvoyée à la rivière Tana au niveau du réservoir de Kindaruma par un tunnel de 4,7 km de long. La différence d'élévation entre le réservoir et la centrale électrique permet d'obtenir une hauteur de chute  hydraulique nette de 136 m.
Le débit de la rivière Tana fluctue considérablement : la moyenne est de 94 m3/s, le maximum de 1 926 m3/s et le minimum de 17 m3/s. Il existe deux saisons des pluies : la première dure généralement d'avril à juin, la seconde de novembre à décembre.

## Centrale électrique
Avec une puissance installée de 225 MW, la centrale de Gitaru est la plus grande centrale hydroélectrique du Kenya. La production annuelle moyenne fluctue en fonction du débit du fleuve Tana : en 2007 elle était de 977 millions de kWh et en 2008 de 655 millions de kWh.
La Banque internationale pour la reconstruction et le développement (BIRD) a estimé la production annuelle moyenne avant la construction de la centrale à 900 millions de kWh, bien qu'il faille noter qu'à cette époque la centrale de Masinga avec son lac de stockage n'avait pas encore été construite.
Les deux premières turbines Francis, d'une capacité de 72,5 MW, ont été mises en service en 1978, la troisième, d'une capacité de 81,5 MW, en 1999.
La hauteur de chute maximale est de 136 m

## Autour du projet
En mai 1975, la BIRD a estimé le coût total du projet (y compris une ligne de 275 kV de 111 km de long jusqu'à Nairobi et une ligne de 132 kV de 8 km de long jusqu'à la centrale de Kamburu) à 123,578 millions USD.
Le 25 juillet 1975, la BIRD a accordé un prêt de 63 millions USD à la Tana River Development Company Limited pour la construction de la centrale électrique. Le taux d'intérêt de ce prêt est de 8,5 %.
La centrale de Gitaru fait partie d'une chaîne de cinq centrales hydroélectriques sur le fleuve Tana : Masinga, Kamburu, Gitaru, Kindaruma et Kiambere qui ont ensemble une capacité installée de 567 MW. Des études de faisabilité pour l'expansion de l'hydroélectricité sur la rivière Tana ont été réalisées dans les années 1970. Ils prévoyaient une cascade de onze centrales électriques. Cependant, seuls les cinq éléments ci-dessus ont été réalisés.